# Parco naturale nazionale di Azov-Sivaš
Il parco naturale nazionale di Azov-Sivaš (in ucraino Азово-Сиваський національний природний парк?, Azovo-Syvas'kyj nacional'nyj pryrodnyj park) è un parco nazionale dell'Ucraina situato sull'isola di Birjučij nella parte nord-occidentale del mar d'Azov. Venne istituito con lo scopo di proteggere il particolare ambiente costiero del mar d'Azov nord-occidentale e costituisce un importante punto di sosta lungo la rotta seguita dagli uccelli migratori: più di un milione di uccelli si fermano qui ogni anno. Situato nel distretto di Heničes'k dell'oblast' di Cherson, venne istituito il 25 febbraio 1993 e copre una superficie di 52582,7 ha.

## Geografia
Il parco è costituito da due aree separate: 
- Azov, corrispondente all'isola di Birjučij nel mar d'Azov (circa 7700 ha) che, nonostante il nome, è collegata alla terraferma dal sottile cordone litorale di Fedotova. Il terreno è costituito per lo più da una pianura estuarina formata da sabbia conchilifera;
- Sivaš, che comprende le acque e le isole che si estendono nell'entroterra lungo la baia di Sivaš (37785 ha), simile a una laguna.

### Clima
Il parco si trova nell'ecoregione della steppa pontico-caspica.
La designazione ufficiale del clima dell'area di Azov-Sivaš è «clima continentale umido con estati calde» (Dfa secondo la classificazione dei climi di Köppen), caratterizzato da grandi escursioni termiche stagionali ed estati calde (almeno quattro mesi all'anno con temperature superiori ai 10 °C e almeno uno con valori superiori a 22 °C). La temperatura media di gennaio è di -3 °C, quella di luglio 24 °C. La regione è una delle più aride dell'Ucraina, con precipitazioni annue intorno ai 260 mm.

## Flora e fauna
Il settore di Sivaš presenta un ambiente steppico arido, con suoli poveri e vegetazione alofila. Le isole della baia sono rimaste relativamente isolate e presentano ambienti di steppa meridionale più rappresentativi. Parti di quest'area sono anche ricoperte da canneti. Il settore di Azov è un importante punto di sosta per gli uccelli migratori. La parte centrale di Sivaš è stata dichiarata zona umida Ramsar di importanza internazionale. Il sito fa anche parte di una Important Bird and Biodiversity Area (IBA) di BirdLife International.

### Flora
Date le condizioni climatiche e pedologiche, a Sivaš crescono una steppa desertica relativamente povera e una vegetazione alofila abitate da una fauna tipica di questo habitat. Sulle isole si incontrano condizioni ambientali più favorevoli. A Birjučij si incontrano le vere steppe meridionali e lungo l'estuario del fiume Utlyutsky crescono canneti.
Sulle isole protette della parte centrale di Sivaš - Churyuk e Kuyuk-Tuk -, che sono state meno colpite dall'impatto antropico, si è preservata la reale fitocenosi della steppa.

### Fauna

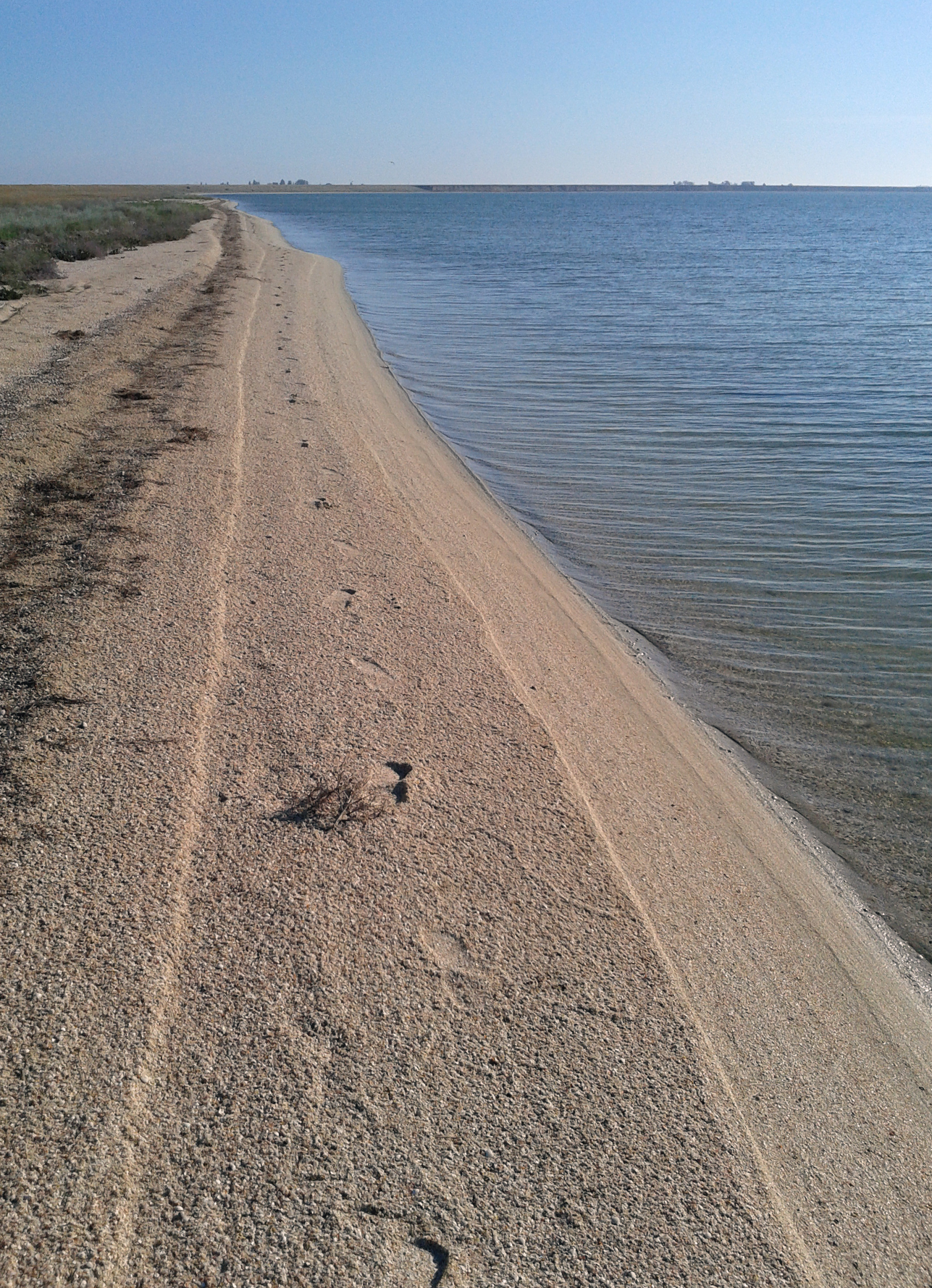
Sabbia conchilifera ad Azov-Sivaš

Questa baia fornisce un ideale terreno di svernamento per gli uccelli acquatici. Qui, in tutto l'anno, si registra la visita di oltre un milione di uccelli (rondini, anatre, mignattini, trampolieri, cigni reali, volpoche, aironi, ecc.), comprese specie elencate come rare, vulnerabili e minacciate sul Libro Rosso dell'Ucraina, come il fratino, il cavaliere d'Italia, la beccaccia di mare, il gobbo rugginoso, il gabbiano di Pallas e l'aquila di mare. Nelle vicine steppe di Prysyvashshya si incontrano l'otarda, la gallina prataiola, la damigella della Numidia, la gru, l'albanella reale, l'albanella pallida, l'aquila reale, l'aquila anatraia maggiore, il sacro, il falco pellegrino e il grillaio. Complessivamente, nel parco sono state segnalate 30 specie che figurano sul «Libro Rosso». Di queste, l'aquila di mare e la gallina prataiola figurano anche sulla Lista Rossa europea. Più dell'1% degli esemplari di oca colorosso e di oca selvatica che svernano qui possono vivere sulla terraferma. Nel parco sono state censite in tutto 197 specie di uccelli.
Le distese erbose della steppa contribuiscono alla formazione di vaste popolazioni di mammiferi introdotti e acclimatatisi. Il programma di acclimatazione ebbe inizio nel 1928. Il numero massimo di cervi (830 capi) venne osservato nel 1992, di daini (1425 capi) nel 1991, di mufloni (987 capi) nel 1992 e di onagri (37 capi) nel 1994. Degli uccelli oggetto di caccia, il fagiano comune si è acclimatato bene e il numero di esemplari raggiunge periodicamente svariate centinaia di capi. Inoltre, l'isola di Birjučij fornisce condizioni favorevoli all'esistenza di specie sia autoctone, come la lepre e la volpe, che alloctone, come il cane procione. Il numero di questi animali, data la situazione epidemiologica della regione, deve essere costantemente regolato.
Complessivamente, nel parco vivono più di 5000 specie animali, comprese 250 specie di vertebrati. Tra gli anfibi più frequenti vi sono il rospo smeraldino e la rana verde maggiore; tra i rettili sono numerosi la lucertola agile, il ramarro orientale, la biscia dal collare e la biscia tessellata. Delle 26 specie di pesci di importanza commerciale presenti nel parco ricordiamo la passera pianuzza, il rombo chiodato del mar Nero, il ghiozzetto marmorato, il ghiozzetto dobrugio-caspico, lo storione danubiano e lo storione stellato, nonché il cefalo cinese o orientale, introdotto recentemente.
Nel parco trovano rifugio anche molte specie che figurano sul Libro Rosso dell'Ucraina: il gerboa maggiore, la puzzola delle steppe, il delfino comune, la limaccia a quattro strisce e la limaccia dal ventre giallo, il colubro liscio e la vipera di Renard, nonché due specie di polipi idroidi, una specie di anellide e cinque di crostacei e insetti.
In tutto, delle 250 specie di vertebrati che vivono nel parco naturale nazionale di Azov-Sivaš, 48 figurano sul Libro Rosso dell'Ucraina.

## Utilizzo pubblico
Azov-Sivaš è suddiviso in quattro zone di utilizzo: un'area protetta (38900 ha, corrispondente a Sivaš centrale), una zona ricreativa regolamentata (618 ha), un'area ricreativa locale (93 ha) e una «zona economica» (12473 ha).